# Time (canción)
"Time" es la cuarta canción escrita por Nick Mason y Roger Waters, grabada y publicado por la banda de rock progresivo Pink Floyd, lanzado el 1 de marzo de 1973, como parte del álbum The Dark Side of the Moon. Reconocida por su apertura con alarmas de relojes. Es el único tema del disco en el que participan como compositores los cuatro miembros de la banda. La revista Guitar World situó el solo de David Gilmour en el número 21 de los 100 mejores solos de la historia.

## Contexto
Este tema está inspirado en las ideas y la experimentación de Roger Waters sobre el tiempo, de que la vida no se trata de prepararse para lo que viene, sino de tomar control de tu destino.

"Pasé una gran parte de mi vida, hasta los 28 años, esperando que mi vida comenzara. Pensé que en cierto punto, me convertiría de un capullo en una mariposa, que mi verdadera vida podría empezar. Si tuviera que vivir de nuevo esa etapa de mi vida, preferiría vivir el lapso entre los 18 y 28 años sabiendo que sería así, que nada ocurriría repentinamente, que el tiempo pasa, que eres lo que eres, y que haces lo que haces."
Roger Waters, 1982

Los relojes y las alarmas que se escuchan al principio, fueron grabados por separado, por Alan Parsons, de una tienda de antigüedades cerca de los Estudios Abbey Road. Los tenía grabados para un disco de efectos de sonido. En el estudio se transfirieron cada uno a una cinta y se alinearon para su edición final.
La canción finaliza con «Breathe (reprise)», una recapitulación de «Breathe», con distinta letra.

## Seguimiento enEchoes - The Best of Pink Floyd
La canción empieza con el riff repetido de Shine On You Crazy Diamond, Pts. 1-7 que se une con el resto del sonido del estruendo del ´´avión´´ de On the Run y la sincronización de relojes para dar inicio al sonido de las alarmas y termina con la repetición de Breathe (Respira) para dar con un viento ligero que da inicio a la siguiente canción en la lista de canciones del disco 2, The Fletcher Memorial Home (disco 2, canción 3).
La ubicación de ´´Time´´ en el recopilatorio se encuentra en el disco 2, pista 2.

## Momentary Lapse of Reason Tour 1987-1989
La canción es tocada entre One of These Days y On the Run, sólo omitieron Breathe (Reprise) y como proyección de fondo se usó la animación de Ian Emes de 1973. La versión de Delicate Sound of Thunder es del 19 de agosto de 1988 (primera de 5 noches en el Nassau Coliseum) y Venecia el 15 de julio de 1989.

## Créditos
Pink Floyd:
- Roger Waters - Bajo.
- David Gilmour - Guitarra y voz.
- Richard Wright - Piano eléctrico Wurlitzer, órgano Farfisa, sintetizador VCS3 y voz.
- Nick Mason - Batería y Roto-toms.

Otros participantes:
- Doris Troy, Leslie Duncan, Liza Strike y Barry St. John - Coros.

### Otros créditos
- Alan Parsons - Grabación, edición y sincronización de relojes y alarmas.

## Créditos enDelicate Sound of ThunderyPulse
Pink Floyd:
- David Gilmour - Guitarra, voz.
- Nick Mason - Batería y Roto-Toms
- Richard Wright - Teclados, voz.

Otros participantes:
- Guy Pratt - Bajo
- Jon Carin - Teclados, segundas voces.
- Tim Renwick - Guitarra eléctrica
- Gary Wallis - Percusión, batería.
- Rachel Fury, Durga McBroom, Margret Taylor y Lorelei McBroom - Coros.

## En la cultura popular

### Televisión, películas y videojuegos
"Time" se usó en la apertura de la película de Universo cinematográfico de Marvel Eternals.
La canción también se usó en el tráiler final de la película Universo extendido de DC The Flash.
Además se usó en la película The Big Boss con Bruce Lee en 1971!.